# Parafia Matki Bożej Różańcowej w Łaznowie
Parafia Matki Bożej Różańcowej w Łaznowie – parafia rzymskokatolicka, znajdująca się w archidiecezji łódzkiej, w dekanacie koluszkowskim. 
Według stanu na miesiąc luty 2017 liczba mieszkańców w parafii wynosiła 1760 osób.